# Raoul Bott
Raoul Bott (Budapest, 1923. szeptember 24. – Carlsbad, Kalifornia, 2005. december 20.) magyar-osztrák származású amerikai matematikus.

## Élete
Budapesten született, anyja, Kovács Margit magyar zsidó volt, apja, Rudolf Bott pedig osztrák. Szülei születése után nagyon hamar elváltak, Raoul az anyjával Csehszlovákiába költözött, miután anyja hozzáment egy német nyelvű cseh férfihoz. 1923–1932 között Diószegen éltek, ahol az általános iskolát végezte. Középiskolába Pozsonyba járt. Édesanyja 1934-ben meghalt, és Raoul nevelőapjával a fasizmus elől 1938-ban Angliába, majd Kanadába menekült.
Kanadában 1941-től elektromérnöknek tanult. Kedvenc tantárgya már ekkor a matematika volt.
1949-ben doktorált a Carnegie Mellon Universityn az elektromos hálózatok elméletéből.
Ezután michigani egyetemen tanított Ann Arborban. 1959 és 1999 között a Harvard Egyetemen tanított.
1947-ben megnősült, felesége angoltanárnő volt. Négy gyermekük és nyolc unokájuk született.

## Munkássága
Fő kutatási területei a topológia és a differenciálgeometria, és ezek alkalmazásai a Lie-csoportok, differenciáloperátorok és a matematikai fizika területén.
26-an doktoráltak vezetése alatt, többek között Szenes András, a budapesti Műszaki Egyetem oktatója.

## Díjak
- Oswald Veblen geometriai díj, Amerikai Matematikai Társaság (AMS), 1964
- Jeffery–Williams-díj, Kanadai Matematikai Társaság, 1983
- National Medal of Science,[17] 1987
- Wolf-díj, 2000
- Royal Society of London tagja, 2005